# Thomas Randolph
Thomas Randolph, I conde de Moray (¿? - 20 de julio de 1332) fue un militar y político escocés que participó en la Primera Guerra de Independencia escocesa, en la que jugó un papel determinante, y fue uno de los firmantes de la Declaración de Arbroath.

## Juventud y primeros años
Aunque se le suele describir como sobrino de Robert Bruce, su parentesco exacto es incierto. Tradicionalmente, se pensaba que una hija del primer matrimonio de Marjorie de Carrick, madre de Robert Bruce se había casado con Thomas Randolph, aunque estudios más recientes señalan que fue a través de Isabella de Bruce, hija del padre de Robert Bruce y su segunda mujer Eleanor como Randolph entró en la familia del rey.
Thomas apoyó a Robert Bruce en los comienzos de su lucha por la corona de Escocia. Estuvo presente en su coronación en Scone, pero, poco después fue hecho prisionero por los ingleses tras la batalla de Methven.

## Cambio de bando
Llevado a presencia del rey inglés, Eduardo I y gracias a la intercesión de Adam Gordon, Randolph fue puesto en libertad, eso sí, a cambio de su juramento de lealtad a Eduardo I.
Durante los siguientes años, el futuro conde de Moray combatiría en el lado inglés contra sus antiguos compañeros de armas y familiares, junto a otros soldados ingleses como Aymer de Valence o John de Lorn, estando a punto de apresar a su tío Robert en una operación llevada a cabo en las cercanías de Galloway. Sin embargo, poco tiempo después fue capturado por Sir James Douglas en una emboscada en Ettrick Forest, junto a Alexander Stewart.
Cuando Douglas lo puso a disposición del rey, Randolph reprochó a Robert Bruce su cobardía al recurrir al uso de las tácticas de guerrilla, en lugar de plantear batalla en campo abierto, tras lo que el rey decidió encerrar a Thomas Randolph a modo de castigo.

## De nuevo por Escocia
Tras su confinamiento, Randolph reconsideró su posición, y a su puesta en libertad volvió a engrosar las filas del ejército escocés, recuperando, de paso, el favor de Robert Bruce, que le nombró conde de Moray. Aunque no se conoce la fecha exacta, ya en 1315 los documentos se refieren a él como "Thomas Ranulphi comes Morauie".
Durante los siguientes años, Thomas Randolph, ahora conde de Moray, lucharía en el bando esocés junto a Roberto I y a Sir James Douglas, desempeñando un papel decisivo en los acontecimientos de la guerra.

### La toma del Castillo de Edimburgo

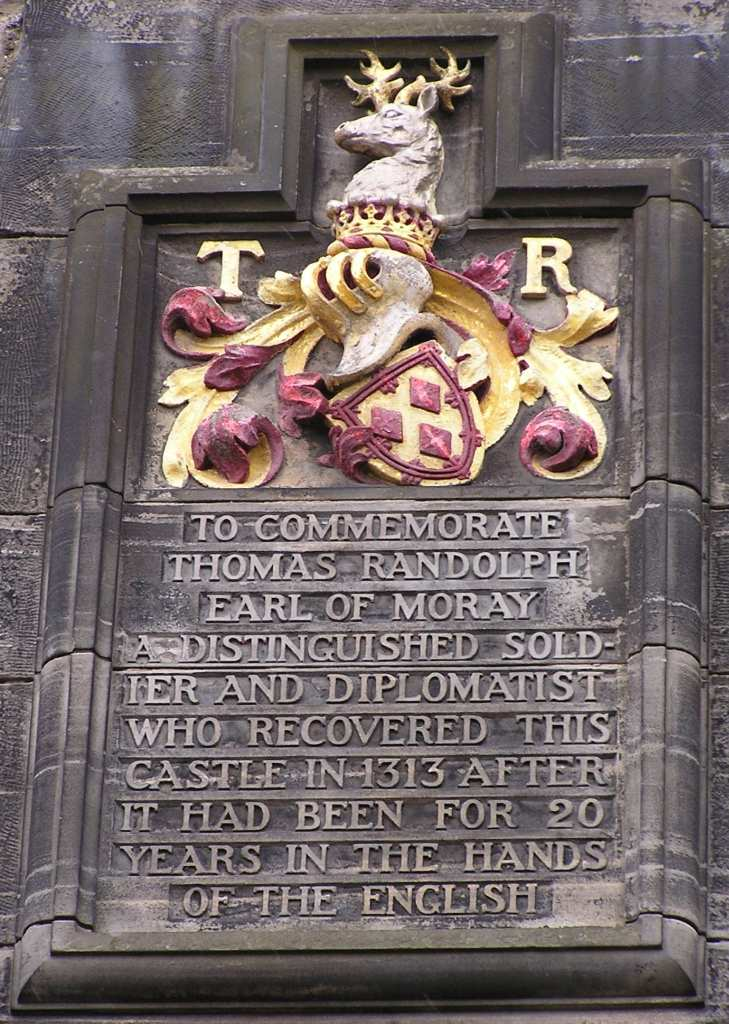
Placa conmemorativa de la toma del castillo de Edimburgo por Thomas Randolph. La fecha que figura es incorrecta (el castillo se capturó en 1314.

En 1314, Randolph lanzó un ataque exitoso contra el castillo de Edimburgo, una de las más importantes fortalezas aún en posesión inglesa. En la noche del 14 de marzo, Randolph, acompañado de una treintena de hombres, consiguió entrar en el castillo siguiendo las indicaciones de uno de sus soldados, hijo del antiguo gobernador, que les mostró un sendero oculto entre las rocas que había usado en su juventud para bajar a la población. Los escoceses cogieron completamente desprevenidos a la guarnición inglesa que se rindió sin apenas lucha. Esta acción, junto a la toma de Roxburgh Castle por parte de Sir James Douglas fue decisiva para debilitar el poder inglés en Escocia.

### Bannockburn
El mayor desafío para Bruce se produjo ese mismo año, cuando Eduardo II de Inglaterra invadió Escocia con un gran ejército, bajo el pretexto de liberar el Castillo de Stirling, sitiado por los escoceses, aunque sus verdaderas intenciones eran otras. El ejército escocés -apenas una cuarta parte de las fuerzas inglesas- fue situado al sur de Stirling, preparado para retirarse rápidamente hacia las tierras salvajes del oeste. Sin embargo, su situación, justo al norte de Bannock Burn ofrecía grandes ventajas, y el rey decidió suspender temporalmente las tácticas de guerrilla empleadas hasta entonces. 
Randolph se hizo cargo de una división (cada una formada por dos schiltrons) situada en la vanguardia escocesa, mientras que el rey Robert Bruce permanecía en la retaguardia y Sir James Douglas y Edward Bruce, el hermano del rey, cubrían los flancos.
La misión principal de las fuerzas mandadas por Moray se centraba en cortar el paso a las tropas que los ingleses pudieran tratar de enviar al cercano Stirling, para lo que tuvo que interceptar a un grupo de caballería inglesa mandada por Robert Clifford con el empleo de su tropa de piqueros.

### Irlanda
A comienzos de 1315, ante la recuperación inglesa, Roberto I de Escocia decidió llevar a cabo una maniobra para distraer la atención inglesa, abriendo un segundo frente de lucha en Irlanda. Para ello, ordenó a su hermano Edward y al conde de Moray la invasión de Irlanda, bajo el pretexto de apoyar al rey de Tyrone, Domhnall mac Brien Ó Neill en su lucha contra los ingleses asentados en el Ulster.
El 26 de mayo de ese año, las tropas escocesas comandadas por Edward Bruce y Thomas Randolph desembarcaron en Larne. Durante el verano, los escoceses y sus aliados irlandeses marcharon de victoria en victoria, derrotando a las fuerzas angloirlandesas y empújándolas hacia el sur. En septiembre de ese mismo año, el ejército de Bruce consiguió derrotar a los ingleses en la batalla de Connor, haciendo prisionero a William Liath de Burgh, miembro de una importante familia angloirlandesa, que fue llevado a Escocia como rehén por el propio Randolph.
A finales de ese año, Randolph regresa a Irlanda aportando nuevos refuerzos para que Edward Bruce pudiera proseguir la lucha. Sin embargo, tras dos años de estancamiento, la batalla de Faughart de 1318, en la que los angloirlandeses derrotaron totalmente al ejército de Edward Bruce, que pereció en la batalla, marcó el final de la guerra escocesa en Irlanda.

## Escocia toma la iniciativa
En abril de 1318, la fortaleza de Berwick cayó en manos escocesas por primera vez desde 1296. Para Eduardo, ciego ante la situación de sus súbditos del norte, esta situación fue demasiado humillante. Preparó un nuevo ejército, el mayor desde 1314, con la intención de reconquistar lo que había sido el símbolo del poder inglés en la zona y que se había mantenido como el último enclave en Escocia. Eduardo llegó a las puertas de Berwick en 1319, dejando a su esposa Isabel de Francia en York, donde tomó residencia. No queriendo arriesgarse frente a un ataque directo, Robert Bruce ordenó a Moray y a Douglas una incursión distractoria por Yorkshire.
Podría parecer que los comandantes escoceses tenían conocimiento de la situación de la reina, ya que se extendió el rumor de que uno de los propósitos de la expedición era tomarla prisionera. En cuanto los escoceses se aproximaron a York, la reina fue evacuada de la ciudad inmediatamente y llevada a Nottingham. Sin fuerzas en la zona, el Arzobispo de York, William Melton procedió a organizar una guardia local, formada en su mayoría por sacerdotes y otros clérigos menores. Los dos bandos se encontraron en Myton-on-Swale, con consecuencias inevitables. En la batalla de Myton fallecieron tantos miembros del clero que se conoce el hecho como el 'Capítulo de Myton'. Aunque esta acción no constituyó un hecho precisamente glorioso, desde el punto de vista estratégico, el asalto a Yorkshire produjo el efecto deseado. La disensión cundió entre las filas inglesas y el sitio de Berwick fue abortado. La fortaleza permanecería en manos escocesas durante otros quince años. 

## La declaración de Arbroath
En 1320, Randolph formó parte de la delegación escocesa enviada por Roberto I de Escocia a la corte papal de Juan XXII en Aviñón. El objetivo principal de esta delegación era tratar de levantar la excomunión dictada por el papa contra Robert Bruce tras el asesinato de su rival en la lucha por el trono John Comyn, perpetrado en 1306 en Greyfriars Kirk, en las cercanías de Dumfries e, indirectamente, lograr de la iglesia católica el reconocimiento de Escocia como un estado independiente frente a las pretensiones de Inglaterra.
La delegación escocesa planteó sus principales argumentos en la conocida como Declaración de Arbroath. Esta declaración está escrita en forma de carta al Papa Juan XXII, y datada el 6 de abril de 1320. Sellada por 51 magnates y nobles, en ella se afirmaba que Escocia siempre había sido independiente y que los ataques de Eduardo I de Inglaterra a Escocia carecía de justificación. Además, que Robert Bruce había salvado a la nación escocesa de esta amenaza. Y por último, (y este era el punto más conflictivo), que la independencia de Escocia era una prerrogativa del pueblo escocés. De esta forma, se pretendía evitar el hecho de que, de mantenerse la pena de excomunión contra Bruce, se produjera una nueva invasión inglesa.
Por su parte, los ingleses centraban su estrategia en la afirmación que, dado que Robert Bruce había sido excomulgado, ocupaba el trono de Escocia de manera ilegítima, lo que les daba pie para sostener los derechos de Eduardo II de Inglaterra como monarca de Escocia.
La resolución de Juan XXII resultó inesperadamente favorable a los intereses de Escocia: suspendió temporalmente la pena de excomunión contra Bruce y reconoció su autoridad en Escocia, desoyendo las peticiones inglesas y las de la casa de Comyn; además, concedió a la iglesia escocesa el derecho a nombrar sus propios obispos. Esta decisión constituyó la confirmación de Escocia como estado independiente de Inglaterra, lo que constituyó un éxito diplomático de la delegación escocesa en general y de Moray en particular.

## La batalla de Byland
En 1322, Eduardo planeó lo que iba a ser su última invasión de Escocia, avanzando hasta la puertas de Edimburgo. Bruce había llevado a cabo una campaña de tierra quemada, dejando al enemigo desabastecido hasta el punto de que la hambruna por sí misma provocó la retirada inglesa. Una vez más, esto sirvió de señal para el avance escocés: Bruce, Douglas y Moray cruzaron el Fiordo de Solway y avanzaron rápidamente hasta el corazón de Yorkshire. Eduardo e Isabella se habían establecido en Rievaulx Abbey. Todo lo que les separaba de los escoceses era un grupo comandado por John de Bretagne, I Conde de Richmond, situado en Scawton Moor, entre Rievaulx y Byland Abbey. Bruce utilizó las mismas tácticas que las empleadas en 1308 en Brander: mientras Douglas y Moray atacaban frontalmente, un grupo de highlanders escalaba los acantilados situados en los flancos de Richmond y los cogían por la espalda. La Batalla de Old Byland se convirtió en una desbandada general, y Eduardo y su reina tuvieron que salir de Rievaulx por la puerta de atrás. Era la segunda vez en tres años que una reina de Inglaterra era puesta en fuga.

## Stanhope Park y el Tratado de Northampton
En 1327, el desafortunado Eduardo II fue depuesto tras un complot liderado por su esposa y el amante de esta, Roger Mortimer, I conde de March y reemplazado por su hijo Eduardo III, aunque el poder efectivo permaneció en manos de Mortimer e Isabella. La política del nuevo gobierno inglés significó la ruptura de la tregua con Escocia firmada varios años antes. Randolph y Douglas reiniciaron las operaciones en la frontera con la intención de presionar al nuevo gobierno inglés. A mediados de verano, se encontraban en la zona de Weardale y otros valles cercanos. El 10 de julio, un gran ejército inglés, bajo el mando nominal del joven rey, partió de York en una campaña que recordaba a un elefante persiguiendo a una liebre. Los comandantes ingleses avistaron finalmente a sus esquivos oponentes en la orilla sur del río Wear. Los escoceses estaban en una situación favorable, y evitaron por todos los medios tomar parte en una batalla. Finalmente abandonaron sus posiciones, únicamente para refugiarse en Stanhope Park, un coto de caza propiedad de los obispos de Durham. Desde aquí, Douglas lanzó un ataque sorpresa contra el campamento inglés el 4 de agosto.
La batalla de Stanhope Park, aunque de escasa importancia, constituyó una seria humillación, y el ejército inglés  se retiró a York, donde se disolvió. Mortimer e Isabella se vieron obligados a iniciar negociaciones de paz, que finalizaron con la firma del Tratado de Northampton, que reconocía la monarquía Bruce y la independencia de Escocia.

## Muerte de Bruce y regencia de Moray
El 7 de junio de 1329, Robert Bruce moría, presumiblemente de lepra en Cardross, sucediéndole su hijo David, que tenía tan sólo cinco años en aquel momento. Randolph, de acuerdo a las disposiciones tomadas en el parlamento celebrado en Ayr, en 1315, se hizo cargo de la regencia.
Durante los tres años siguientes, Thomas Randolph gobernó en nombre de David II, reorganizando el sistema judicial de Escocia y tratando, sobre todo, de garantizar la seguridad física de los habitantes tras los largos años de guerra contra Inglaterra, para lo que dictó numerosas leyes contra robos y asaltantes.
Aunque el Tratado de Northampton había establecido la paz con Inglaterra, las heridas ocasionadas por la guerra estaban lejos de curar; así Edward Balliol, con el apoyo de numerosos nobles ingleses que habían perdido sus tierras, organizó una invasión contra Escocia en 1332. Randolph organizó la defensa, pero no pudo enfrentarse a ellos, ya que falleció el 20 de julio de ese año de una súbita enfermedad en Musselburgh. Su sucesor en el cargo fue Domhnall II, conde de Mar

## Familia y descendencia
Thomas Randolph contrajo matrimonio con Isable, hija única de Sir John Steward de Bonkill (muerto en Falkirk en 1298), hermano de James Stewart, V Gran Mayordomo de Escocia. Tuvieron varios hijos, entre los que destacan:
- Thomas Randolph, II conde de Moray,
- John Randolph, III conde de Moray,
- Agnes Randolph, que se casó con Patrick Dunbar, IX conde de Dunbar.
- Geilis (or Isabella) Randolph, esposa de John de Dunbar de Derchester y Birkynsyde, padres de George, X conde de Dunbar y March.

| Predecesor: Nueva creación | Conde de Moray 1315-1332 | Sucesor: Thomas Randolph |